# ألفريد فون شليفن
ألفريد جراف فون شليفن (بالإنجليزية: Alfred Graf von Schlieffen)، وكثيرًا ما يسمى بـالكونت شليفن (تُلفظ بالألمانية: [ˈʃli:fən]؛ في الفترة من 28 فبراير 1833 حتى 4 يناير 1913) وهو مشير وخبير إستراتيجي ألماني شغل منصب رئيس هيئة الأركان العامة الألمانية الإمبراطورية من 1891 حتى 1906. وأطلق اسمه على خطة شليفن في 1905 التي وضعها لهزيمة الإمبراطورية الروسية في الحرب العالمية الأولى والجمهورية الفرنسية الثالثة في الحرب العالمية الثانية.

## السيرة الذاتية
ولد شليفن في برلين في 28 فبراير 1833 وهو ابن لضابط في الجيش البروسي. والتحق بالجيش عام 1854 عندما كان في العشرين من عمره. وتحرك سريعًا إلى الأركان العامة، وشارك في الحرب النمساوية البروسية عام 1866، وفي الحرب الفرنسية البروسية عامي 1870 و1871. وفي عام 1884 أصبح شليفن رئيسًا لقسم التاريخ العسكري بالأركان العامة، وحل محل الكونت فون فالدرسي ليكون رئيس الأركان العامة البروسية في عام 1891 بعد أن أمضى 38 عامًا في الخدمة العسكرية.
وفي عام 1905، قدم شليفن خطة شليفن، وهي مخطط لمنع ألمانيا من الدخول في حرب على جبهتين عن طريق هزيمة فرنسا سريعًا، ثم الانتقال بكامل قواتها إلى روسيا.
وأفنى بقية حياته الوظيفية في غرس الأفكار العملية اللازمة لتحويلها إلى عمل إستراتيجي. وتقاعد في يناير 1906 بعد ما يقرب من 53 عامًا في الخدمة العسكرية ومات في برلين في 4 يناير 1913، أي قبل 19 شهرًا فقط من اندلاع الحرب العالمية الأولى. وبالرجوع إلى خطة شليفن التي أعدها، قال شليفن في كلماته الأخيرة لتظل عالقة في أذهان التاريخ، «تذكر: احرص على قوة الميمنة».

## تأثيره

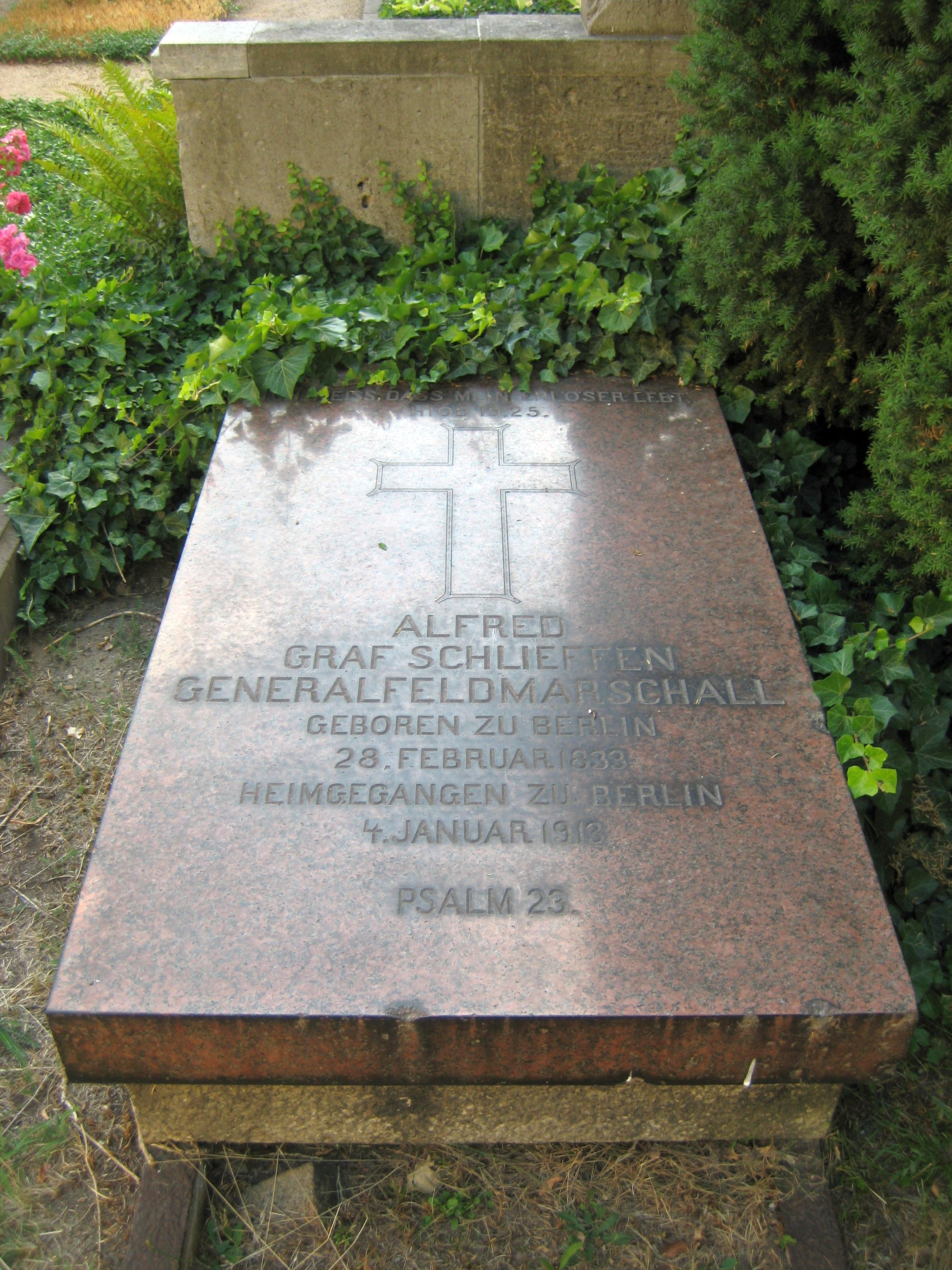
مقبرة في مدافن إنفاليدينفريدهوف، برلين

ربما كان شليفن أفضل إستراتيجي معاصر معروف في وقته،
وذلك على الرغم من النقد الموجه إلى «ضيق أفقه في التمسك الشديد بالتعاليم التقليدية العسكرية».
وكان لنظريات شليفن التشغيلية الأثر العميق في تطويرالمناورة الحربية في القرن العشرين، وبدرجة كبيرة بواسطة دراسته الإبداعية التي كانت بعنوان، كاناي (Cannae) المعنية قطعًا بالمعركة القديمة لعام 216 قبل الميلاد وفيها هزم الهانيبال الرومان.
ولقد قتلت نظرياته بحثًا، لاسيما في الأكاديميات العسكرية في الولايات المتحدة الأمريكية وأوروبا بعد الحرب العالمية الأولى. ولقد كان مفكرو العسكرية الأمريكية ينظرون بإجلال وتقدير بالغين إلى شخصيه لدرجة أن عمله الأدبي الأساسي، كاناي، ترجم في فورت ليفنورث ووزع على أفراد جيش الولايات المتحدة الأمريكية وعلى الجمعيات الأكاديمية.
فالجنرال والتر بيديل سميث، رئيس الأركان العامة ودوايت أيزنهاور، القائد الأعلى لقوات استطلاع الحلفاء في الحرب العالمية الثانية، أشار إلى الجنرال أيزنهاور والعديد من ضباط الأركان، وهم ممن تخرجوا من هذه الأكاديميات، أنهم «تشبعوا بأفكار من هذا النوع للمناورات الجزئية والشاملة للنتائج الحاسمة».
كذلك، فإن الجنرال إريك لودندورف، تلميذ شليفن كان من طبّق تعليمات التطويق في معركة تاننبرغ، عندما عُمد الشهير شليفن على أنه «واحد من أعظم الجنود مطلقًا».
وبعد فترة طويلة من وفاته، اعترف ضباط هيئة الأركان العامة الألمانية في ما بين الحربين العالميتين وفترة الحرب العالمية الثانية، لا سيما الجنرال هانز فون سيكت، لشليفن بالجميل على نظرياته أثناء تطوير عقيدة الحرب الخاطفة.

## اقتباسات
- «يولد المرء بسمات الفكر الإستراتيجي ولا يكتسبها.» -شليفن
- "لنفوز، علينا أن نسعى لنصبح أقوى الطرفين في نقطة التأثير." وأملنا الوحيد يكمن في أن يصبح اختيارنا هو العمليات، وليس الانتظار السلبي لاختيارات العدو لنا" -شليفن

## وصلات خارجية
- ألفريد فون شليفن على موقع الموسوعة البريطانية (الإنجليزية)
- ألفريد فون شليفن على موقع الموسوعة البريطانية (الإنجليزية)

- Fieldmarshal Count Alfred von Schlieffen's book Cannae